# Class:y
Classy ( /ˈklæsi/; en hangul, 클라씨; romanización revisada, Keullassi; estilizado como CLASSy o CLASS:y) fue un grupo femenino surcoreano formado a través del reality show de MBC My Teenage Girl (2021-2022). Administrado por M25, una filial de MBK Entertainment, y Universal Music Japan, el grupo está conformado por siete miembros: Won Ji-min, Kim Seon-you, Myung Hyung-seo, Hong Hye-ju, Kim Ri-won, Park Bo-eun y Yoon Chae-won. Debutaron oficialmente el 5 de mayo de 2022 con el extended play Class Is Over.

## Nombre
El nombre del grupo, Class:y, fue sugerido por la audiencia de My Teenage Girl a través de Naver y elegido por M25. Se inspiró en los encantos "con estilo" de las miembros y continuó el tema escolar de My Teenage Girl, haciendo referencia a la "clase" y al "grado más alto".

## Carrera

### Actividades de predebut y formación a través deMy Teenage Girl
My Teenage Girl se estrenó el 28 de noviembre de 2021, con 83 concursantes femeninas de diferentes países. Durante la final en vivo del 27 de febrero de 2022, la audiencia eligió a las miembros finales mediante votación.
Sin embargo, antes del estreno del programa, algunas miembros ya estaban activas en la industria del entretenimiento. Myung Hyung-seo es una exmiembro de SPICA y debutó como actriz en la serie web Tee-shirt Game (2015-2021). Kim Ri-won es una ex-actriz infantil y modelo, que ha protagonizado la serie web My YouTube Diary (2019) y su secuela My Mukbang Diary (2020).. Kim Seon-you participó en Cap-Teen pero fue eliminada en la primera ronda de actuaciones.

### 2022–presente: Debuts en Corea y Japón
El 1 de marzo de 2022 se confirmó que Classy debutaría en Corea en mayo y se anunció que su primer concierto se celebraría en abril. Poco después, el grupo interpretó la canción "Surprise" en varios programas musicales como regalo especial para sus aficionados. El 8 de marzo, tras su presentación en el programa The Show, el grupo fijó su debut en Corea para el mes de abril y confirmó que se presentaría con las finalistas eliminadas de My Teenage Girl en su primer concierto.
OEl 16 de abril de 2022, se anunció que el 5 de mayo Classy lanzaría su primer extended play, Class is Over.
El 26 de mayo de 2022, Classy lanzó la segunda parte de su primer extended play, Lives Across.
El 22 de junio de 2022, debutarán en Japón con la versión japonesa de su sencillo "Shut Down".

## Miembros
| Integrantes      | Integrantes      | Integrantes          | Integrantes                       | Integrantes             | Integrantes                                   | Integrantes |
| Nombre artístico | Nombre artístico | Nombre de nacimiento | Fecha de nacimiento               | Lugar de nacimiento     | Posición                                      |             |
| Romanización     | Hangul           | Nombre de nacimiento | Fecha de nacimiento               | Lugar de nacimiento     | Posición                                      |             |
| ---------------- | ---------------- | -------------------- | --------------------------------- | ----------------------- | --------------------------------------------- | ----------- |
| Hyungseo         | 형서             | Myung Hyung-seo      | 25 de junio de 2001 (23 años)     | Suwon, Corea del Sur    | Vocalista líder, rapera y visual              |             |
| Chaewon          | 채원             | Yoon Chae-won        | 4 de junio de 2003 (21 años)      | Hanam, Corea del Sur    | Vocalista principal                           |             |
| Hyeju            | 혜주             | Hong Hye-ju          | 9 de diciembre de 2003 (21 años)  | Seúl, Corea del Sur     | Líder, rapera líder y bailarina principal     |             |
| Riwon            | 리원             | Kim Ri-won           | 11 de febrero de 2007 (18 años)   | Yeoju, Corea del Sur    | Vocalista, rapera y bailarina líder           |             |
| Jimin            | 지민             | Won Ji-min           | 25 de noviembre de 2007 (17 años) | Wonju, Corea del Sur    | Vocalista y centro                            |             |
| Boeun            | 보은             | Park Bo-eun          | 11 de febrero de 2008 (17 años)   | Busan, Corea del Sur    | Vocalista líder                               |             |
| Seonyou          | 선유             | Kim Seon-you         | 20 de marzo de 2008 (17 años)     | Gangneun, Corea del Sur | Vocalista, bailarina líder y rapera principal |             |

## Discografía

### Extended plays
| Título        | Detalles | Posiciones en listas | Ventas        |
| Título        | Detalles | KOR                  | Ventas        |
| ------------- | --- | -------------------- | ------------- |
| Class Is Over | - Lanzamiento: 5 de mayo de 2022 - Discográfica: M25, Kakao Entertainment - Formatos: CD, descarga digital, streaming Ver listaLista de canciones # "Up" 1. "Shut Down" 2. "Tell Me One More Time" 3. "Super Cool" 4. "Feelin' So Good" | 7                    | - KOR: 28,777 |
| Lives Across  | - Lanzamiento: 26 de mayo de 2022 - Discográfica: M25, Interpark - Formatos: CD, descarga digital, streaming Ver listaLista de canciones # "Classy" 1. "Surprise" 2. "Same Same Different" 3. "Divin' Into You"                         | 25                   | - KOR: 5,857  |

### Sencillos
| Título                                                                              | Año  | Posiciones en listas | Álbum         |
| Título                                                                              | Año  | KOR                  | Álbum         |
| ----------------------------------------------------------------------------------- | ---- | -------------------- | ------------- |
| "Shut Down"                                                                         | 2022 | —                    | Class Is Over |
| "Classy"                                                                            | 2022 | —                    | Lives Across  |
| "Surprise"                                                                          | 2022 | —                    | Lives Across  |
| "—" indica una grabación que nose posicionó o no se ha publicado en ese territorio. |      |                      |               |

## Filmografía

### Programas de televisión
| Año       | Título          | Notas                                                | Ref.   |
| --------- | --------------- | ---------------------------------------------------- | ------ |
| 2021–2022 | My Teenage Girl | Reality dónde se determinan a las miembros de Classy | [ 3 ]  |
| 2021–2022 | CLASS:y's World | Reality Show debut                                   | [ 21 ] |